# Пепен (Буш-дю-Рон)
Пепе́н (фр. Peypin) — город и коммуна на юго-востоке Франции в регионе Прованс — Альпы — Лазурный Берег, департамент Буш-дю-Рон, округ Марсель, кантон Аллош.

## Географическое положение
Коммуна расположена в 660 км к югу от Парижа и в 20 км северо-восточнее от Марселя. В 2009 году численность населения составила 5375 человек.
Площадь коммуны — 13,35 км², население — 5397 человек (2012), плотность населения — 404,3 чел/км².